# 2,2,6,6-Tetramethylpiperidinyloxyl
2,2,6,6-Tetramethylpiperidinyloxyl (TEMPO) ist ein stabilisiertes Radikal, das als Oxidationsmittel eingesetzt werden kann. Es ist thermodynamisch zwar nicht stabil, doch rührt seine vergleichsweise hohe Persistenz von Substituenten her, welche die Lebensdauer durch sterische Effekte beeinflussen. Die Substituenten befinden sich in Nachbarschaft zum Radikalelektron, sodass es in sauerstofffreier Lösung eine mittlere Lebensdauer von einer Minute besitzt.

## Eigenschaften
2,2,6,6-Tetramethylpiperidinyloxyl bildet rot-orange Kristalle, die bei 40 °C schmelzen. Die Verbindung kristallisiert in einem monoklinen Kristallgitter mit der Raumgruppe Cm. Der Stoff ist thermisch instabil. Eine DSC-Messung zeigt ab 125 °C eine stark exotherme Zersetzungsreaktion.

## Verwendung

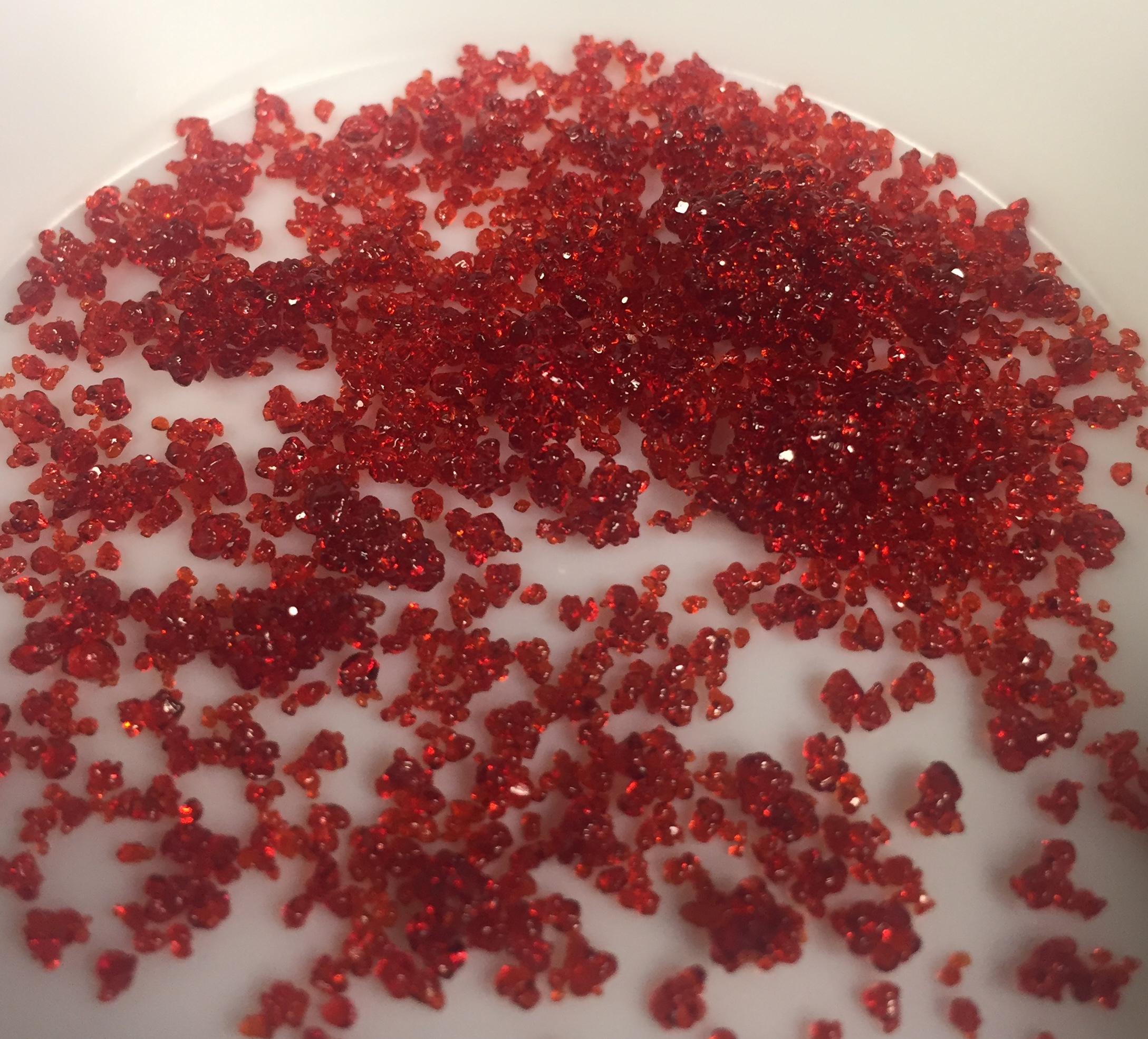
Kristalle von TEMPO.

TEMPO findet in der Nitroxid-vermittelten Polymerisation (NMP) Anwendung. Dies ist eine kontrollierte radikalische Polymerisation (CRP) und erlaubt hohe molare Massen der Polymerisate, sowie die Synthese von Blockcopolymeren. Daneben kann es als Spinsonde in Elektronenspinresonanz-Experimenten dienen.
Des Weiteren wird es als Oxidationskatalysator zusammen mit einem passenden Kooxidator (oft Natriumhypochlorit) in der organischen Chemie verwendet (Anelli-Oxidation).
In der Elektrochemie kann TEMPO als Mediator genutzt werden. Es wird dabei zunächst oxidiert, um im nächsten Reaktionsschritt dann selbst ein anderes Molekül zu oxidieren. Durch den elektrischen Strom kann die aktive Spezies nachgebildet werden. Nach diesem Prinzip können Alkohole zu Aldehyden und Ketonen oxidiert werden.